# رهاء الرطاب
رَهَاء الرَّطَاب هو فطر مجهري من جنس الرهاء. يركب جذور الكرمة والبطاطا وغيرهما من النباتات الثانوية.